# Maroun Bagdadi
Maroun Bagdadi (en árabe: مارون بغدادي‎; Beirut, 21 de enero de 1950 – Beirut, 11 de diciembre de 1993) fue un director de cine libanés conocido por sus retratos de la guerra civil en su país. Bagdadi fue internacionalmente conocido por ser el mejor director de su àís en esa generación. Trbaajò en Estados Unidos a las órdenes de Francis Coppola y diferentes films así como en numerosas películas de éxito en Francia.

## Carrera
Maroun Bagdadi fue posiblemente el cineasta más destacado de Líbano, cuyo trabajo se vio en todo el mundo. Una de sus películas más conocidas, Houroub Saghira, se mostró en el Festival de Cine de Cannes de 1982, extrayendo este comentario de un destacado crítico de cine: "Hacer una película sobre Beirut que evite las polémicas por cuestiones más universales y más humanas es un logro". 
Su primera producción libanesa fue para televisión, un programa educativo llamado "7½". En 1975, dirigió su primer largometraje, "Beyrouth Ya Beyrouth". "Koullouna Lil Watan", un documental de 75 minutos producido en 1979, ganó el Premio de Honor del Jurado en el Festival Internacional de Leipzig Documental y Película de Animación. En 1991, conseguiría el Premio del Jurado de Festival de Cine de Cannes de 1991 por Out of Life Hors la vie.

## Filmografía
- La Fille de l'air (1992)
- Hors la vie (1991)
- L'Homme voilé (1987)
- Houroub Saghira (1982)
- Wispers (1980)
- The Procession (1980)
- We Are All for the Fatherland (1979)
- Hanine ou Hamassat (1979)
- The Martyr (1979)
- Ninety (1978)
- The Most Beautiful of All Mothers (1978)
- Tahiya li Kamal Jumblat (1977)
- The South Is Fine, How About You (1976)
- The Majority Is Standing Strong (1976)
- Kafarkala (1976)
- Beyrouth ya Beyrouth (1975)

## Premios y distinciones
Festival Internacional de Cine de Cannes
| Año  | Categoría         | Película    | Resultado |
| ---- | ----------------- | ----------- | --------- |
| 1991 | Premio del Jurado | Hors la vie | Ganador   |